# 1774

## Esdeveniments
Països catalans
Resta del món
- 21 de juliol, Kaynardzha (Província de Silistra, Bulgària): fi de la Guerra russoturca de 1768-1774 després de la derrota de l'Imperi Otoma amb el Tractat de Küçük Kaynarca. En aquest, els otomans atorguen molts territoris a Rússia com el Kanat de Crimea, entre d'altres. També guanyen el dret a protegir els ortodoxos en el territori otomà.
- 30 d'octubre, Tatakoto, Tuamotu: Va ser descoberta l'atol de Tatakoto el mateix dia per dos espanyols, van desembarcar el mateix dia sense trobar-se.

## Naixements
Països Catalans
- 20 de juny, Montbrió del Camp: Lluïsa Dalmau i de Falç, abadessa del monestir de Vallbona de les Monges.[1]

Resta del món
- 30 de març, Lió: Claudina Thévenet, religiosa que fundà la Congregació de Jesús-Maria.[2]
- 5 de setembre, Greifswald (Regne de Suècia): Caspar David Friedrich, destacat paisatgista del moviment romàntic (m. 1840).[3]

- Wilhelm Ehlers, tenor i professor de música.

## Necrològiques
Resta del món
- 30 de març, Darmstadt: Carolina de Zweibrücken-Birkenfeld, aristòcrata, una de les dones més influents del seu temps (n. 1721).[4]
- 26 d'abril, Heemstede: Maria Machteld van Sypesteyn, pintora neerlandesa miniaturista.[5]
- 10 de maig, Versalles (Regne de França): Lluis XV, rei de França i de Navarra. Membre de la casa dels Borbons (n. 1715).[6]
- 9 de juliol, Bolonya: Anna Morandi Manzolini, anatomista i escultora en cera (n. 1714).[7]
- 23 d'octubre, Pequín (Xina): Michel Benoist, jesuïta missioner a la Xina (n. 1715).[8]